# Tudor Sișu
Tudor Sișu (n. 21 noiembrie 1977, București) este un Rapper român. Membru La Familia, fondator Haarp Cord și StradaVarius.

## Carieră
În anul 1994 înființează alături de 3 vecini de bloc C-Nyk, Dani și George, trupa Il-Egal. Una din primele trupe de gangsta rap din România. Prima piesă ,,Legea străzii" este înregistrată în 1997, piesa apare pe o compilație bootleg din anul 1997, pe care mai apăreau piese de la Delikt, Apă tare și artiști din afara țării. Cu această ocazie, cele 3 trupe formează gruparea ,,Asasinii noii ere", formulă în care apar la mai multe evenimente. În 1995, trupa înregistrează un album care nu a mai fost lansat. În anul 1996, prin intermediul lui Tataee de la B.U.G. Mafia, îl întâlnește pe Puya (membru Ghetto Birds la acea vreme), cei doi înființând trupa La Familia. În anul 2000 lansează primul album solo ,,Strada mea", care a beneficiat de videoclip la piesa ,,Spune-mi ce vrei" în colaborare cu Negrutzu de la 3SE. În anul 2010, formează alături de Cedry2k, Dragonu' AK47 și Pacha Man, trupa Haarp Cord.
În anul 2017, după 11 ani în care Tudor Sișu și Puya au mai scos un album La Familia, cei doi revin ca în vremurile bune. Noul album, Codul bunelor maniere a fost lansat în data de 9 iunie 2017, în cadrul concertului aniversar (trupa a împlinit 20 de ani) din parcul IOR (Insula Artelor), București. Cântărețul Puya declară că numele albumului a fost ideea lui Sișu.

## Viața personală
În 2003 Sișu este arestat pentru consum de droguri și este condamnat la 3 ani de închisoare.
În 2005 este eliberat condiționat dar în scurt timp revine la închisoare, fiind găsit în posesia unei mari cantități de droguri la doar 6 luni de la eliberare.
Cântărețul a fost condamnat în luna februarie a anului 2010, de magistrații Tribunalului București la patru ani de închisoare cu executare. Sișu este acuzat de consum și trafic de droguri.
Iubita care i-a fost alături în clipele grele se numește Oana. Cei doi s-au cunoscut la o petrecere de techno.

## Discografie
- Strada mea (2000)
- Vacanță în Mexic (2009)
- Temnița luminii (2011)
- Jurnal De Vacanță (2012)
- Marea Evadare (2014)
- Uvertura (EP) (2016)
- Symphonia (2016)
- Visul Lui Tudor (2019)
- Băieți mari (2021)
- Nocturn (2024)